# Gama (Palencia)
Gama es una localidad de la provincia de Palencia (Castilla y León, España) que pertenece al municipio de Aguilar de Campoo.

## Geografía
En la carretera local PP-6201 a una distancia de 8 km de Aguilar de Campoo, la capital municipal, en la comarca de Campoo.

## Demografía
| Gráfica de evolución demográfica de Gama entre 1842 y 1860 |
| |
| Población de derecho según los censos de población del INE Población de hecho según los censos de población del INEEntre el censo de 1857 y el anterior, crece el término del municipio porque incorpora a 345056 (Mave), 345078 (Pozancos) y 345116 (Santa María de Mave) Entre el censo de 1877 y el anterior, este municipio desaparece porque cambia de nombre y aparece como el municipio 34188 (Valdegama). |

Evolución de la población en el siglo XXI
| Gráfica de evolución demográfica de Gama entre 2000 y 2020         |
|                                                                    |
| Población de derecho (2000-2020) según el padrón municipal del INE |

## Historia
Gama fue una localidad con cierta importancia en época medieval, cuyo castillo elevado sobre el roquedo que corona la localidad (hoy en ruinas) llegó a rivalizar con el cercano de Aguilar de Campoo.

## Patrimonio
- Iglesia parroquial de San Andrés: se trata de un buen ejemplar de la arquitectura románica en el norte de Palencia, con origen en el siglo XII, si bien sólo recientemente (tras su restauración dentro del Plan de Intervención Románico Norte) es visible su origen, pues diversas intervenciones modernas muy agresivas le habían causado un fuerte impacto, ocultándola bajo distintos adosamientos.